# Guillermo Whpei
Guillermo Pablo Whpei (Rosario, 2 de mayo de 1967) es un empresario social argentino. Preside la Fundación para la Democracia Internacional, la Federación Internacional de Museos de Derechos Humanos y el Museo Internacional para la Democracia.

## Biografía
Descendiente de inmigrantes árabes, nació en Rosario (Santa Fe) el 2 de mayo de 1967.
Desde 2010 preside la Fundación para la Democracia Internacional.
Allanan a un empresario rosarino por sospechas de que cobró una coima para el juez Bailaque
Es Fernando Whpei. Un agente de bolsa, a quien Bailaque le abrió una causa por la que ahora lo acusan de extorsión, dijo que el empresario whpei fue el intermediario de la coima.El primer pago fue en octubre de 2019 en las oficinas del empresario Fernando Whpei, amigo íntimo del juez federal Marcelo Bailaque. Los empresarios Jorge Oneto y Claudio Iglesias, que ya habían sido denunciados por supuesto lavado de dinero, pagaron ese día USD 40 mil en efectivo. Whpei les prometió que frenaría una tanda de allanamientos por su vínculo con el magistrado. Autor del libro "Vencidos Vencedores".

## Obras
- 2022 Vencidos Vencedores, editorial Planeta.

## Distinciones
- Presea María Látigo, Red Internacional de Derechos Humanos y Derecho Internacional Humanitario (2021) [12][13]
- Olivo Oficial de la Fundación Pontifica Scholas Occurrentes (Nº 657) (2021)[13]

- Distinción de la Fundación Rigoberta Menchú Tum "por su proyección entre los líderes del mundo por la paz" (abril 2017)[14]
- Estatua de la Paz de la República de Guatemala [13]
- Humanitarian Award, OEA (2022)[15]
- Premio Internacional Maya, otorgado por la asociación civil, Instituto Mejores Gobernantes (2015)